# 日帰り入浴施設

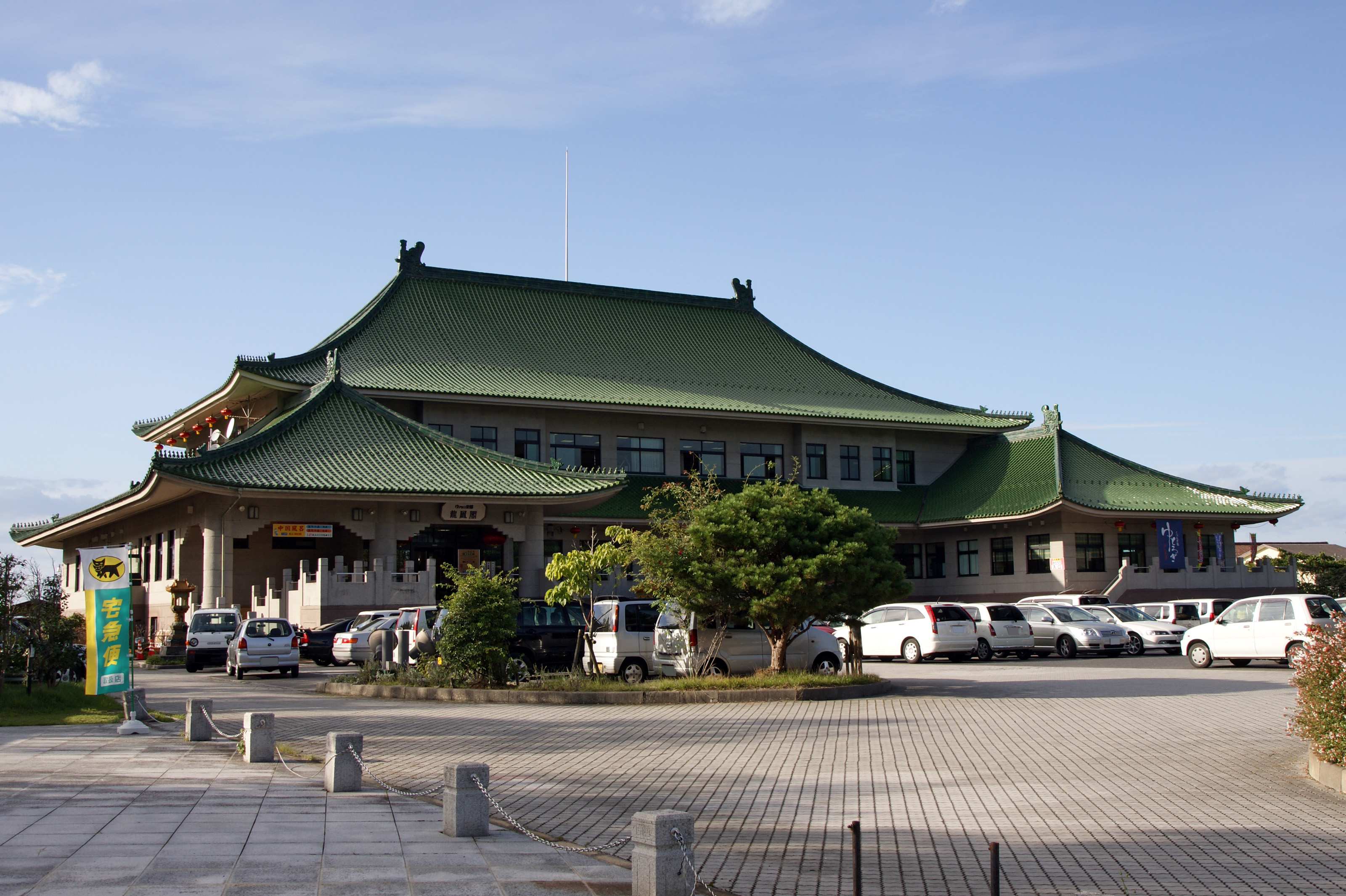
大規模施設の例：
東郷温泉ゆアシス東郷龍鳳閣

日帰り入浴施設（ひがえりにゅうよくしせつ）は、公衆浴場の一種であり、宿泊を伴わずに入浴することを目的とした施設である。特に温泉を使用している施設は、日帰り温泉施設とも称される。

## 概要
共同浴場の延長線上にあるような小規模な風呂のみの施設から、バリエーションのある浴槽に休憩設備や料飲サービスを備えた大規模な施設まで、その範囲は広い。日ごろの風呂場として使われる共同浴場よりも、施設空間を通じたリラクゼーションや娯楽（アミューズメント）をサービスとして提供するスーパー銭湯の側面が強くなっている。主に温泉を使用している施設を指す場合が多い。ただし、温泉の代わり（湧出しない地域の場合など）に、海水（海洋泉）や井戸水（鉱泉）の沸かし湯を用いている施設もある。また、水道水の沸かし湯に入浴剤（ナトリウム・硫黄など）を混ぜたり、ボイラー内でラジウムなどの鉱石や固形物の温泉疑似成分を溶かし合わせた「人工温泉」と称する施設も都市部やテーマパーク周辺に新設されている（近年はビジネスホテルチェーン、フィットネスクラブの大浴場にも導入されている）。
1980年代までは温泉が湧出するのは山間部の地域など限定的とされたが、1990年代以降はボーリング（掘削）技術の進化により、1,500 mから2,000 m程度の深さまで掘削することで平野部でも湧出するようになり、2000年代以降、都市部における施設の新設開業が目覚ましい。地方においては町興しの一環として温泉を掘削し、公営で入浴施設が営業されていることが多いが、都会ではレジャー産業の一種としてテーマパークやパチンコ店への併設、全国展開する専業企業をはじめ、一般企業の不動産再開発によって新設されることも多い。
全国各地さまざまな温泉地に存在し、日帰り入浴施設のみの温泉地も数多い。新規に源泉開発を行った場合にこのようなケースが多く見られる。鉄道駅に併設される例や高速道路のサービスエリア、道の駅など交通の便がよい場所に設置される例もある。かつては旅館であったが宿泊営業を廃止し、日帰り入浴施設化する場合もある。
また、近年は公営の日帰り入浴施設も増えつつある。

## 主な日帰り入浴施設
宿泊メインの施設、健康ランド、一般的な銭湯・共同浴場、足湯・岩盤浴のみ設置の施設は除く。なお、日帰り入浴をメインとしながらも宿泊設備のある施設は以下に含んでいる。また、スーパー銭湯も以下に含まれる。

### 公営

#### 関東地方
栃木県
- 日光市湯西川水の郷[1]
- 真岡井頭温泉[2]

埼玉県
- さわらびの湯

神奈川県
- 鶴巻温泉弘法の里湯
- 藤野やまなみ温泉（相模原市緑区）

#### 中部地方
愛知県
- 犬山市民健康館「さら・さくら」
- 長久手温泉ござらっせ

兵庫県
- 有馬温泉金の湯
- 有馬温泉銀の湯
- 神戸市立フルーツ・フラワーパーク内、天然温泉茜の湯

### 民営

#### 複数地域チェーン展開
- 極楽湯（全国展開）
- 大江戸温泉物語
- 万葉倶楽部
- 竜泉寺の湯
- 楽の湯
- コロナの湯
- まねきの湯
- ドーミーイン（明神の湯・古代蓮物語など）
- ルートイン（グランティア）
- ワンデイ・スパ（2009年（平成21年）に破産）
- やまとの湯（2015年（平成27年）に廃業）

#### 関東地方
- 湯楽の里・喜楽里（関東の広範囲で展開）
- 湯快爽快（南関東地域で展開）
- おふろの王様（南関東地域で展開）
- 湯けむりの庄・湯けむりの里（南関東地域で展開）
- 健美の湯（南関東地域で展開）

東京都
- グランスパ八王子
- ビッグファン平和島
- 大江戸温泉物語
- 季乃彩（稲城市）
- 村山温泉かたくりの湯

埼玉県
- さいたま清河寺温泉
- 湯本グループ（行田温泉茂美の湯）
- 羽生湯ったり苑（羽生温泉）
- 天然温泉花咲の湯（上尾市）

千葉県
- 法典の湯（船橋市、東京楽天地）
- 成田空港温泉 空の湯（芝山町）

神奈川県
- 志楽の湯（川崎市）
- 佐野天然温泉 のぼり雲（横須賀市）
- スパ・リブールヨコハマ
- SPA EAS（横浜ハマボールイアス内）
- スカイスパYOKOHAMA
- 黒湯天然温泉 みうら湯（弘明寺）
- シーサイドスパ八景島
- 綱島ラジウム温泉 東京園
- 天山湯治郷（箱根湯本温泉）

#### 中部地方
愛知県
- 太閤天然温泉 湯吉郎（清須市）
- 喜多の湯
- 武千代温泉 賀勝苑
- 白砂の湯

#### 中国地方
岡山県
- 瀬戸内温泉たまの湯

広島県
- 天然温泉 ほの湯（広島県で2店舗展開）

#### テーマパーク等に併設
- ナガシマスパーランド
- スパリゾートハワイアンズ
- クア・ガーデン（多摩テック内、2009年9月閉館）
- ユネッサン森の湯（箱根小涌園内）
- 豊島園 庭の湯
- スパラクーア
- よみうりランド丘の湯（よみうりランド隣接）
- ふじやま温泉[3]（富士急ハイランド隣接）
- 華咲の湯（浜名湖パルパル隣接）
- さがみ湖温泉 うるり[4]（さがみ湖MORI MORI隣接、2013年3月開業[5]）

### 道路サービス施設に併設
- まえばし赤城の湯（道の駅まえばし赤城、群馬県前橋市）
- かきつばた（愛知県刈谷市、刈谷ハイウェイオアシス併設）

### 鉄道駅に併設
- ほっとゆだ駅
- 阿仁前田温泉駅
- 女川駅（女川温泉ゆぽっぽ）
- 高畠駅（高畠町太陽館）
- 水沼駅（水沼駅温泉センター）
- 越後湯沢駅（酒風呂 湯の沢）
- ガーラ湯沢駅（SPAガーラの湯）※ガーラ湯沢スキー場施設の一部
- 津南駅（リバーサイド津南）
- 湯田中駅（湯田中駅前温泉 楓の湯）
- みなみ子宝温泉駅（日本まん真ん中温泉子宝の湯）
- 城崎温泉駅（さとの湯）
- 松丸駅（森の国ぽっぽ温泉）
- 阿蘇下田城ふれあい温泉駅（阿蘇下田城ふれあい温泉）
- 大分駅（シティスパてんくう）
- 日之影温泉駅（日之影温泉）※高千穂鉄道廃線に伴い鉄道としての駅機能は消滅